# Mata (Rio Grande do Sul)
Mata é um município brasileiro do estado do Rio Grande do Sul.

## História
Um dos habitantes de Mata foram os índios Umbu, Humaitá e Tupi-Guarani. Com a chegada dos jesuítas espanhóis, que em pouco tempo já abrigava 2.936 habitantes, em sua maioria índios, sendo que o fim desta redução deu-se em 1640. Em 1801, este território, passa para a América Portuguesa. O início da colonização das terras de Mata, foi em 1836 quando chega o casal Randolpho José Pereira da Silva e Francisca Pereira da Silva, Militar, português, procedente do Porto de Pernambuco (Argélia), que tinha como missão, colonizar e povoar a região, para eles, o Governo Imperial destinou uma légua de sesmaria de campos.
Em 1904, deu-se início a primeira corrente migratória alemã, que se instalou na localidade Sertão. Em 1919, com a inauguração da ferrovia, que liga Santa Maria a Jaguari, começa a crescer em torno da Estação Férrea, uma nova vila chamada Mata, hoje sede do Município. Em 1930, chegaram ao povoado os imigrantes italianos, começando assim, realmente o desenvolvimento do Município, integrando-se aos alemães e nativos que aqui moravam. Em 1960, foi formada uma Comissão Pró-Emancipação, mas somente em 27 de setembro de 1964 foi realizado o plebiscito. A 2 de dezembro de 1964 foi criado o Município de Mata, começando existir administrativamente em 1965, com a posse do primeiro prefeito eleito Ângelo André Paraboni. Sua economia é baseada no setor primário, destacando-se a pecuária e agricultura.
A maior área ocupada na agricultura é com o os cultivos de milho e soja, porém o maior rendimento é conseguido através do cultivo do arroz. Mas em 1976, com a chegada do Padre Daniel Cargnin, pároco de Mata, apreciador de estudos de Paleontologia, passa a conscientizar a população sobre a riqueza fossilífera aqui existente, que até o momento era desconhecida. A riqueza fossilífera trata-se de fósseis vegetais com a idade aproximada de 320 milhões de anos. Em 1977, por iniciativa do Padre Daniel Cargnen, comunidade e administração municipal iniciaram a construção de vários pontos turísticos, bem como a divulgação dos mesmos, pois os fósseis vegetais, por serem tão raros no mundo inteiro, deveriam ser conhecidos.

## Geografia

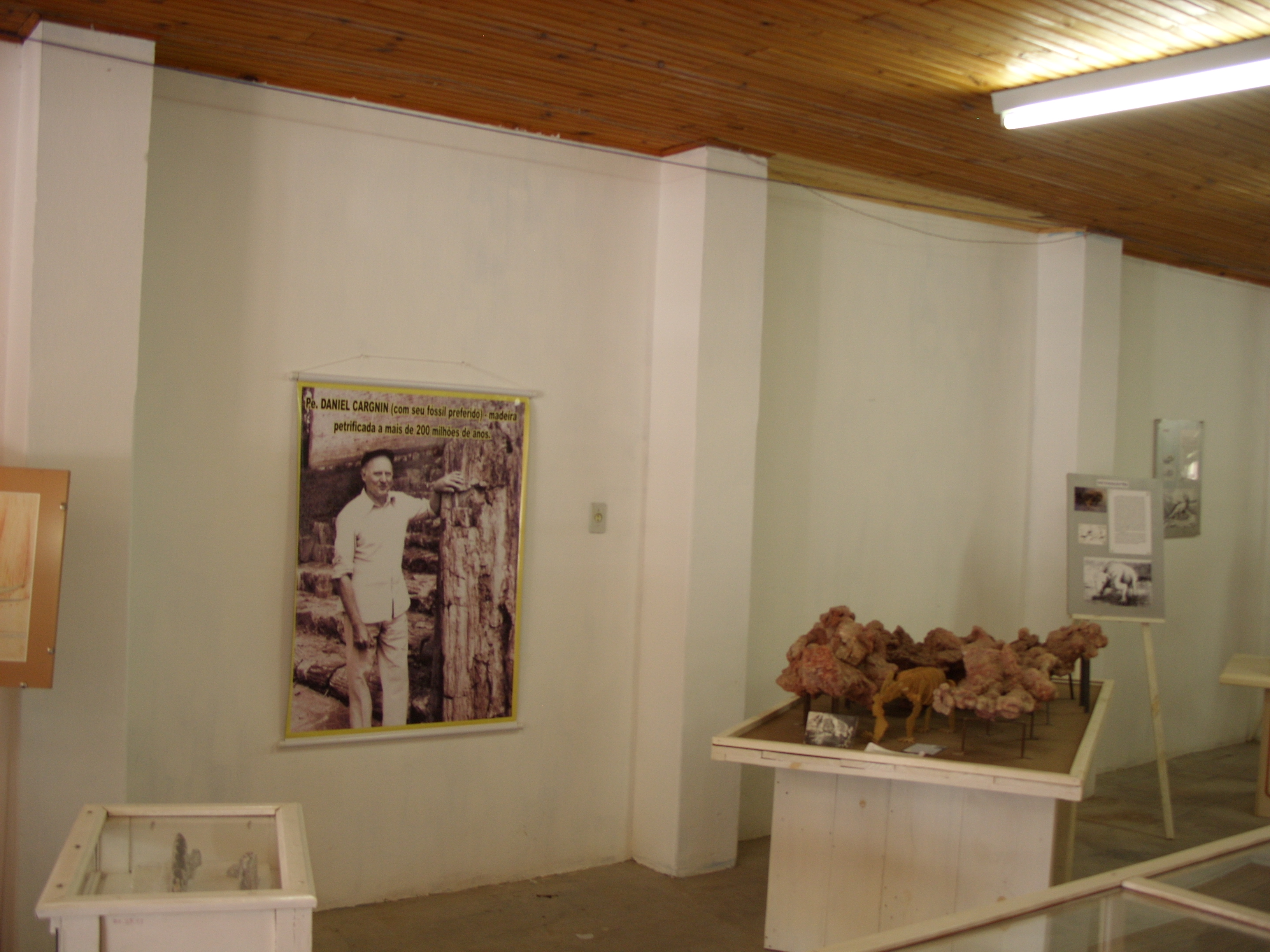
Museu Padre Daniel Cargnin.

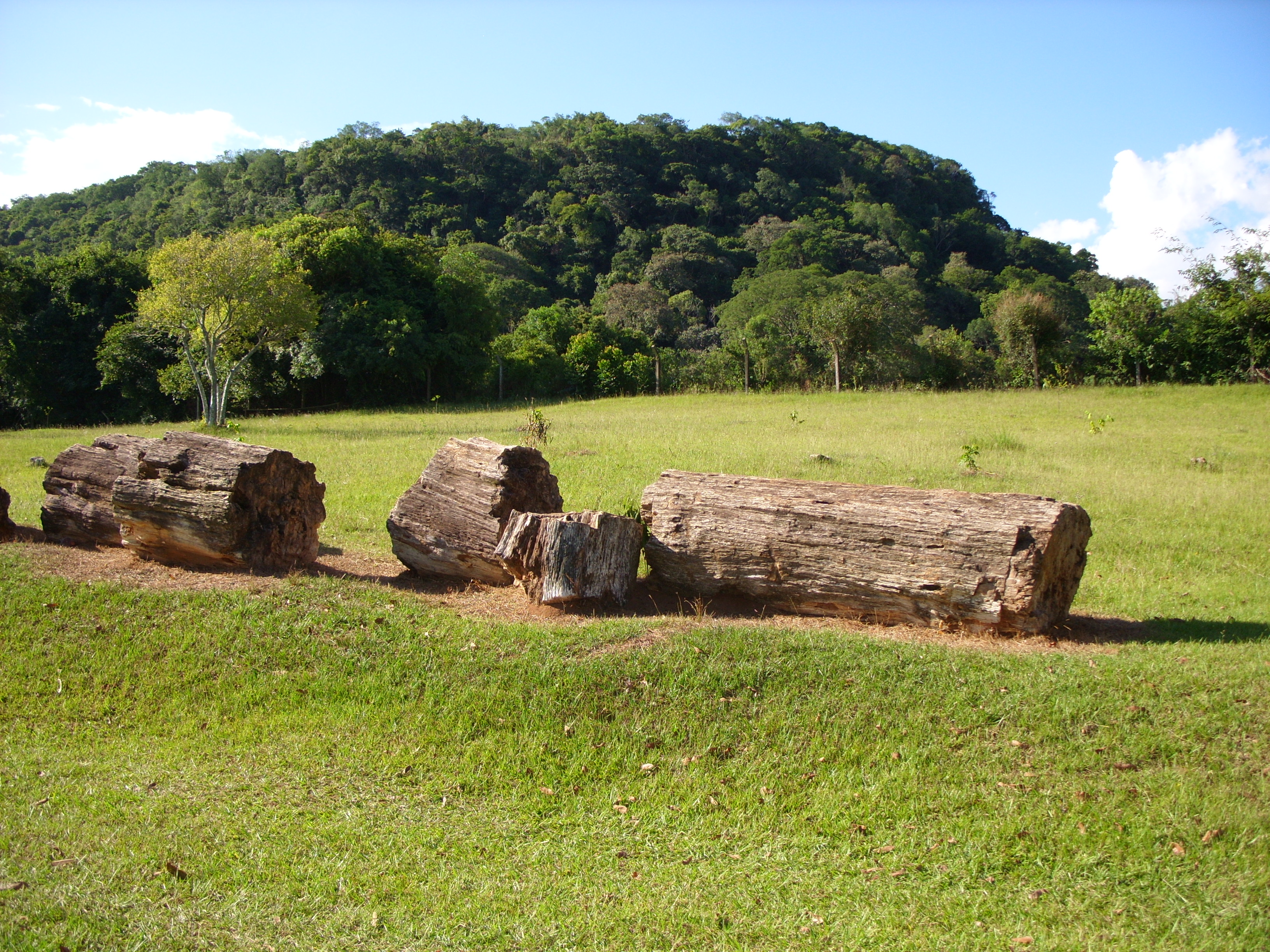
Parque Paleobotânico.

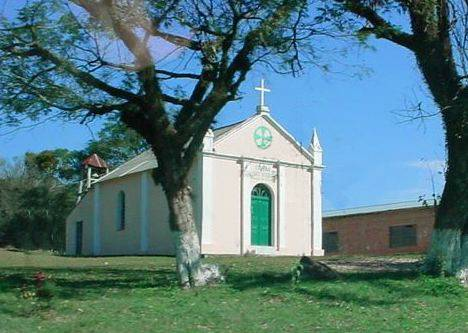
Comunidade de São Roque.

Limita-se com os municípios de Jaguari, São Vicente do Sul, Jari e Toropi, e ocupando uma faixa de transição entre a Depressão Central do Rio Grande do Sul e o rebordo do Planalto Central brasileiro. Possui uma área de 311,883 km² e sua população, conforme o Censo Demográfico de 2022, é de 4 698 habitantes.

### Clima
Clima temperado

### Relevo e rios
Possui um relevo acidentado. Os rios da localidade são: Rio Poraíma e Rio Toropi.

### Rodovias
BR-287, RS-532, RS-241, RS-640 e BR-290
O Aeroporto de Santa Maria tem uma distância da Mata de 96 km.

## Cultura

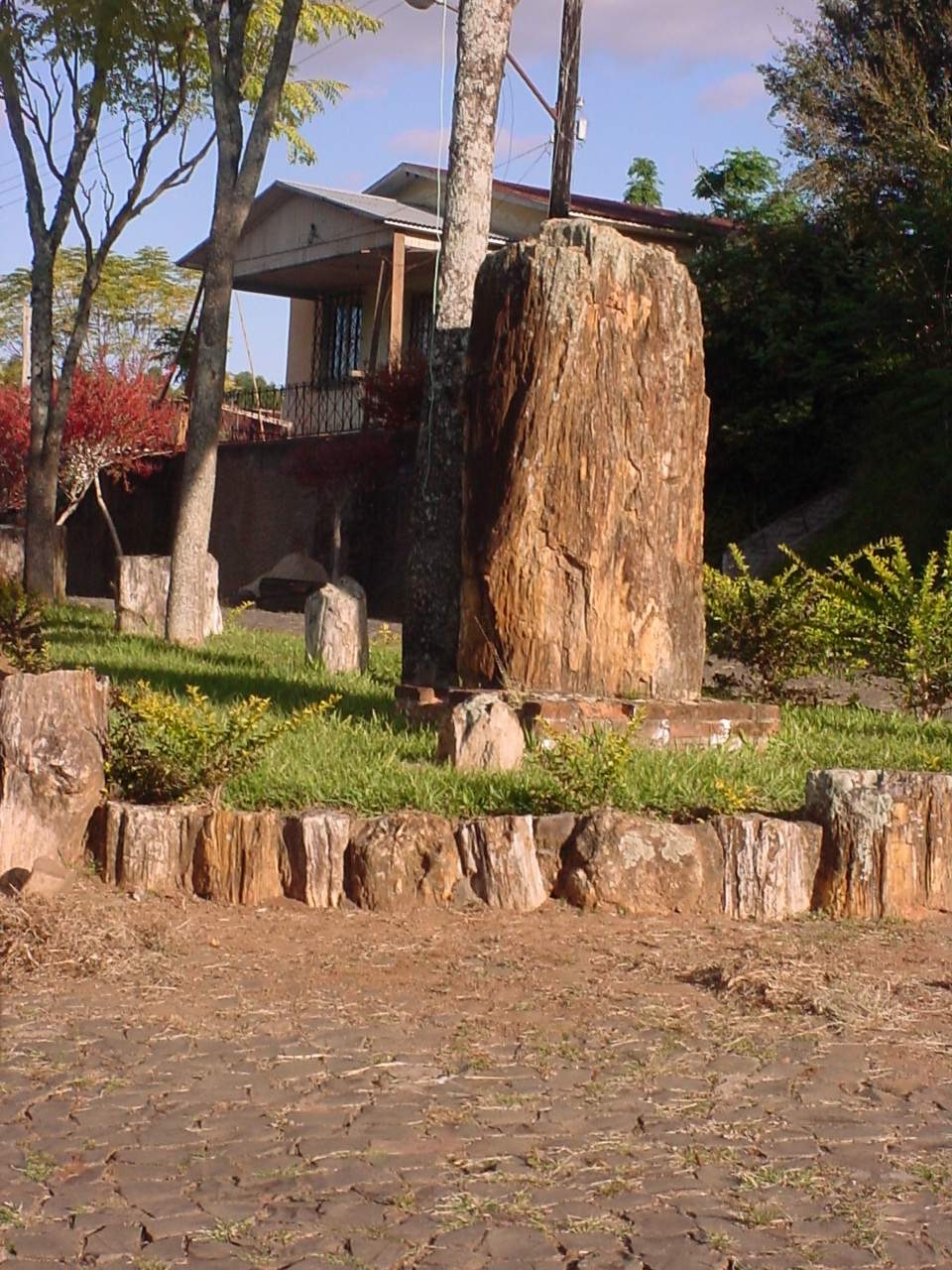
Madeira petrificada.

A religião predominante é a Católica, destacando-se também a Comunidade Luterana e Assembleia de Deus. Os principais alimentos consumidos pela população trazem influências dos indígenas e dos colonizadores alemães e italianos. Além do churrasco, carreteiro, batata e mandioca, são considerados pratos típicos o risoto e a polenta.

### Museu
A cidade possui o Museu Padre Daniel Cargnin, com fósseis de madeira petrificada. Serve de campo de estudos e turismo. Esta na Rodovia dos Dinossauros.
Jantar Italiano, 
Comemorações da Semana do Município, Cancela Aberta, Semana Farroupilha, Kerb Fest e Canoagem no Rio Toropi, Festival de Balonismo, Trilhão Matense 
O turismo influi diretamente na economia do município, pois se constitui de importante fator de desenvolvimento. O município de Mata, possui numerosas atrações culturais e turísticas, sendo considerado um "Museu a Céu Aberto". É o maior reduto de fósseis do Brasil. O município foi reestruturado para melhor atender a demanda de turistas.
A cidade de Mata faz parte, junto com a cidade de São Pedro do Sul, dos Sítios Paleobotânicos do Arenito Mata, criados pela Comissão Brasileira de Sítios Geológicos e Paleobiológicos. De idade Triássica, estas exposições de "florestas petrificadas" estão entre os mais importantes registros do planeta, tendo se formado a mais de 200 milhões de anos .